# Sarre
 Sarre  Olaszország Valle d’Aosta régiójának egy községe.

## Földrajza

Oyace község Valle d'Aosta térképén

A vele szomszédos települések: Aosta, Aymavilles, Gignod, Gressan, Jovençan és Saint-Pierre.

## Látványosságok
Sarre legfontosabb műemléke a Savoya család királyi kastélya, amely a Mont Blanc felé vezető autópálya fölé magasodik. A Sarre-kastély egyike az olaszországi Aosta-völgy régió számos középkori műemlékének. Egy kis dombon található, és uralja a völgy felső részének bejáratát.
A második világháború idején a kastély katonai csapatok menedékhelyeként szolgált, csaknem teljesen elpusztult és berendezésének jelentős része megsemmisült.
1989-ben a kastély az Aosta-völgyi régió tulajdonába került, számos helyreállítási munkákat végeztek, és felkerült a Kulturális Örökség listájára.

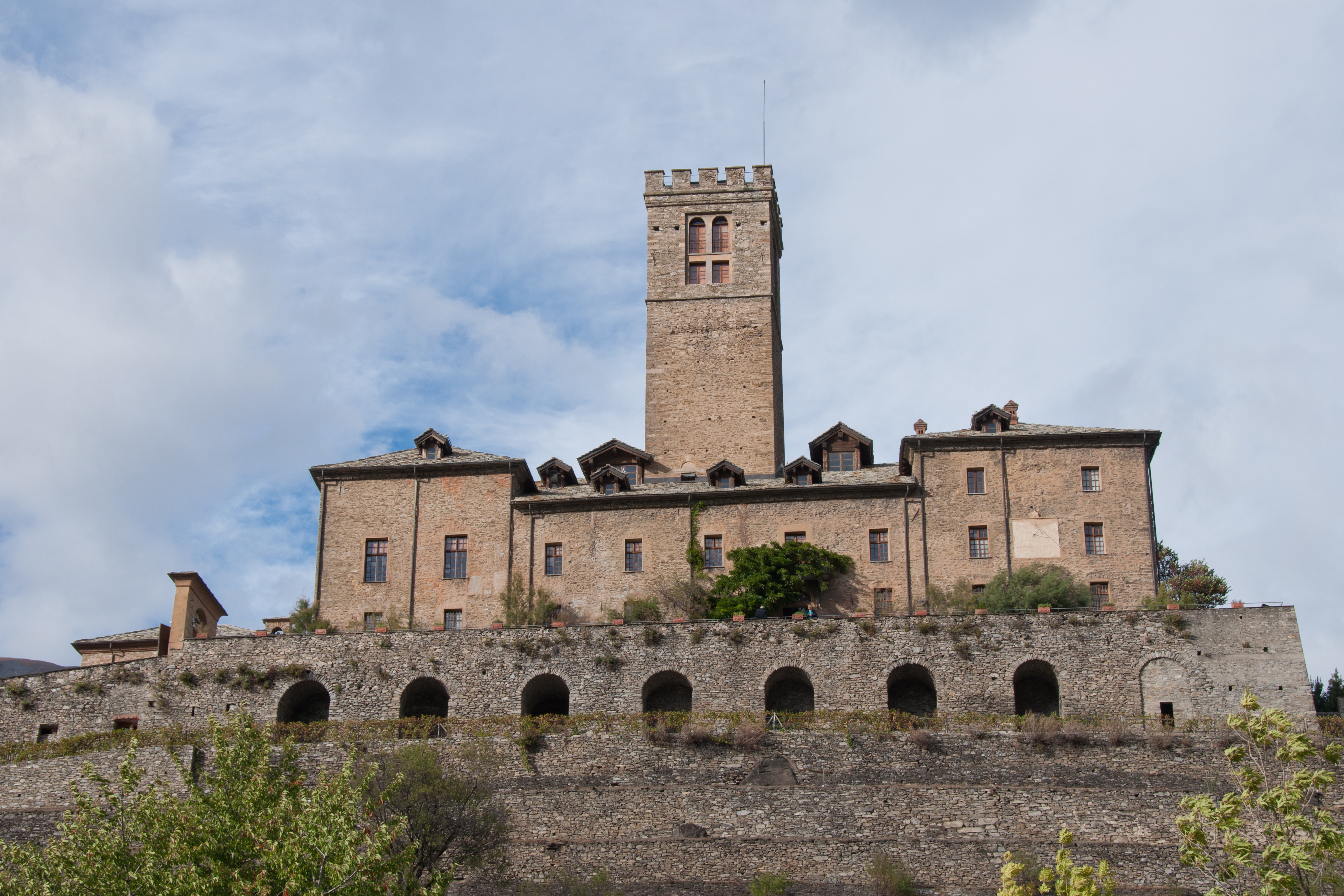
A Sarre-kastély